# Macari Deixeble
Macari Deixeble o Macari de Pispir (en llatí Macarius, en grec antic Μακάδριος) va ser deixeble d'Antoni Abat.
Pal·ladi a la Historia Lausiaca esmenta dos deixebles de Sant Antoni: Macari i Amates, que vivien amb el sant al Mont Pispir (també Pispiri o Pisperi) i que el van enterrar després de la seva mort. Segurament Macari i Amates són els dos germans que menciona Atanasi d'Alexandria, i diu que van estar amb el vell eremita durant quinze anys fins que el van enterrar. Teodoret de Cir i altres autors el van confondre amb Macari d'Alexandria.
Va deixar escrit suposadament una homilia i un opuscle sobre Macari Major.